# Frank Bruno (boxe anglaise)
Pour les articles homonymes, voir Frank Bruno.
Franklin Roy Bruno dit Frank Bruno est un boxeur britannique né le 16 novembre 1961 à Londres. Il devient champion du monde poids lourds WBC le 2 septembre 1995 en battant aux points Oliver McCall après trois précédents échecs face à Lennox Lewis (1993), Mike Tyson (1989) et Tim Witherspoon (1986). C'est d'ailleurs Mike Tyson qui une nouvelle fois le battra et lui ravira sa ceinture le 16 mars 1996.

## Biographie

### Début de carrière
Frank Bruno passe professionnel en 1982. Il remporte son premier combat par KO le 17 mars 1982, et enchaine rapidement les victoires par KO, la majorité de ses adversaires ne passant pas le 3e round. En mars 1984, deux ans après ses débuts, il a enchainé 21 victoires consécutives par KO et est classé 9e par la WBC.
En mars 1984, il affronte à Wembley l'américain James Smith, futur champion du monde. Frank Bruno mène le combat aux points, utilisant efficacement son jab, mais dans la dernière reprise, Smith l'accule dans les cordes, touche plusieurs fois Bruno qui s'écroule, et connait la première défaite de sa carrière, par KO dans le 10e round.
Il rebondit et enchaine à nouveau les victoires, notamment contre Lucien Rodriguez en 1985, ancien champion d'Europe et challenger mondial, qu'il bat par KO technique en une reprise. Le 1er octobre 1985, Bruno bat Anders Eklund pour le titre de champion d'Europe. Le 4 mars 1986, il combat l'ancien champion du monde WBA Gerrie Coetzee. Il l'envoie à terre d'une droite au bout d'une minute, et l'y renvoie moins d'une minute plus tard, Bruno gagne ce combat en 110 secondes.

### Échecs en championnats du monde
Bruno devient prétendant pour le titre mondial et en juillet 1986, il affronte Tim Witherspoon pour le titre WBA des poids lourds. Le combat est longtemps serré, mais en deuxième partie de combat, Bruno s'épuise et est mis KO au 11e round. Un commentaire souvent fait sur lui était que Bruno, doté d'un physique exceptionnel, avait davantage la musculature d'un bodybuilder que celle d'un boxeur, ce qui sapait son énergie et son endurance lors d'un long combat.
En 1987, Bruno gagne à quatre reprises avant la limite face à des boxeurs tels l'ancien challenger mondial James Tillis, qui l'année passée avait perdu contre Mike Tyson mais après l'avoir mis en difficulté, ou l’expérimenté Joe Bugner. 
Ses résultats lui permettent d'obtenir une chance face au champion du monde unifié Mike Tyson. Le combat prévu au départ le 3 septembre 1988 est néanmoins plusieurs fois repoussé, après un accident de voiture de Mike Tyson. Bruno ne combat pas en 1988. Initialement prévu en Angleterre, il a finalement lieu à Las Vegas  le 25 février 1989. Après avoir été mis à terre au 1er round en à peine six secondes, l'Anglais termine le round en secouant Tyson avec un crochet gauche, parvenant à le toucher plusieurs fois par la suite. Mais dans la 5e reprise, éprouvé, il est touché sévèrement par Mike Tyson, l'arbitre intervient et arrêt le combat.

### Retour
Il ne combat pas en 1990, souffrant de problèmes de rétine causés par son combat contre Mike Tyson. Il revient finalement sur le ring le 20 novembre 1991, deux ans et demi après son dernier combat, il bat rapidement John Emmen, puis des challengers comme Jose Ribalta, Pierre Coetzer, ou l'ancien champion des États-Unis Carl « the truth » Williams.
En 1993, il obtient une troisième chance pour le titre contre Lennox Lewis, qui faisait déjà là sa 2e défense de titre.
Bruno se montre un concurrent sérieux pour son compatriote, et après 6 rounds, deux juges donnent les deux boxeurs ex aequo aux points. Mais dans le 7e round, un crochet du gauche de Lewis blesse Bruno, il essuie un barrage de coups et perd une nouvelle fois sa chance d'être champion.

### Champion du monde éphémère
Bruno ne se retire pas et remporte trois victoires, contre Jesse Ferguson, Rodolfo Marin et Mike Evans. Le 2 septembre 1995, il fait face au nouveau champion WBC Oliver McCall au stade de Wembley. Il mène sur les cartes des juges mais son endurance lui fait à nouveau défaut dans la deuxième partie du combat. Néanmoins cette fois il l'emporte par décision unanime à l'issue 12 rounds, et devient le premier champion du monde poids lourds britannique à remporter le titre sur son territoire.
Son règne durera six mois. Sa 1re défense de titre est une revanche contre Mike Tyson qui s'impose par KO au 3e round. Cette défaite marque la fin de la carrière professionnelle de Bruno.

### Hors boxe
Bruno grandit avec cinqs frères et sœurs dans une petite maison de quartier au sud de Londres où ses parents se sont installés après avoir immigré des Caraïbes vers l'Angleterre. En 1990, il se marie avec Laura dans une petite église à Hornchurch, une zone du Grand Londres près de la frontière avec l'Essex. Ils ont 3 enfants. Cependant, leurs relations se détériorent et ils divorcent en 2001.
Bruno reste un personnage populaire auprès du public britannique: son image d'ours en peluche est accentuée encore par son amitié avec le commentateur de boxe de la BBC Harry Carpenter et ses apparitions assez fréquentes dans des comédies.
En 1995, l'année de son titre mondial, il sort une version de The Eye of the Tiger, la chanson phare du film Rocky 3. Il atteint la 28e place dans les charts britanniques.
En février 2016, Frank Bruno, alors âgé de 54 ans, déclare souhaiter remonter sur les rings afin de lutter contre des troubles bipolaires dont il souffrirait depuis 2003. 